# ピアッツァ・アル・セルキオ
ピアッツァ・アル・セルキオ（伊: Piazza al Serchio）は、イタリア共和国トスカーナ州ルッカ県にある、人口約2,100人の基礎自治体（コムーネ）。

## 地理

### 位置・広がり
ルッカ県北部、ガルファニャーナ地方 (it:Garfagnana) のコムーネ。

#### 隣接コムーネ
隣接するコムーネは以下の通り。
- カンポルジャーノ
- ミヌッチャーノ
- サン・ロマーノ・イン・ガルファニャーナ
- シッラーノ・ジュンクニャーノ

### 気候分類・地震分類
ピアッツァ・アル・セルキオにおけるイタリアの気候分類 (it) および度日は、zona E, 2764 GGである。
また、イタリアの地震リスク階級 (it) では、zona 2 (sismicità media) に分類される。

## 行政

### 分離集落
ピアッツァ・アル・セルキオには、以下の分離集落（フラツィオーネ）がある。
- San Donnino, Petrognano, San Michele, Gragnana, Colognola, Sant'Anastasio, Petrognola, Nicciano, Cortia, Borsigliana; Livignano, Vergnano, Cogna